# کریستین موکل
کریستین موکل (انگلیسی: Christian Möckel؛ زادهٔ ۶ آوریل ۱۹۷۳) بازیکن فوتبال اهل آلمان است.
از باشگاه‌هایی که در آن بازی کرده‌است می‌توان به باشگاه فوتبال گروتر فورث، باشگاه فوتبال نورنبرگ، و باشگاه فوتبال هوفنهایم اشاره کرد.